# Anton Fugger

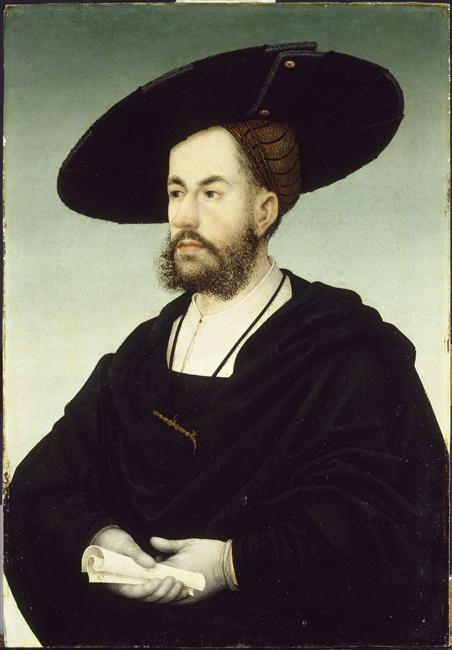
Porträtt av Anton Fugger; oljemålning av Hans Maler zu Schwaz.

Anton Fugger, född 10 juni 1493, död 14 september 1560, var en tysk adelsman och finansman. Han var brorson till Jacob Fugger, bror till Raimund Fugger och farbror till Ulrich Fugger.
Tillsammans med brodern Raimund upphöjdes han 1530 till riksgrevligt stånd och tillerkändes i privilegium landshöghet för all sin egendom och sina underlydande. 1534 erhöll de även rätt till egen myntprägling i guld och silver. Anton Fugger spelade en viktig diplomatiskt roll under schmalkaldiska kriget, till framgång för hemstaden Augsburg. Sedan han misslyckats att påverka kejsar Karls hållning gentemot staden, drog han sig för flera år tillbaka från offentlig verksamhet. Liksom släkten i sin helhet hade han en konservativ hållning i politiska och religiösa frågor.